# Škoda Slavia

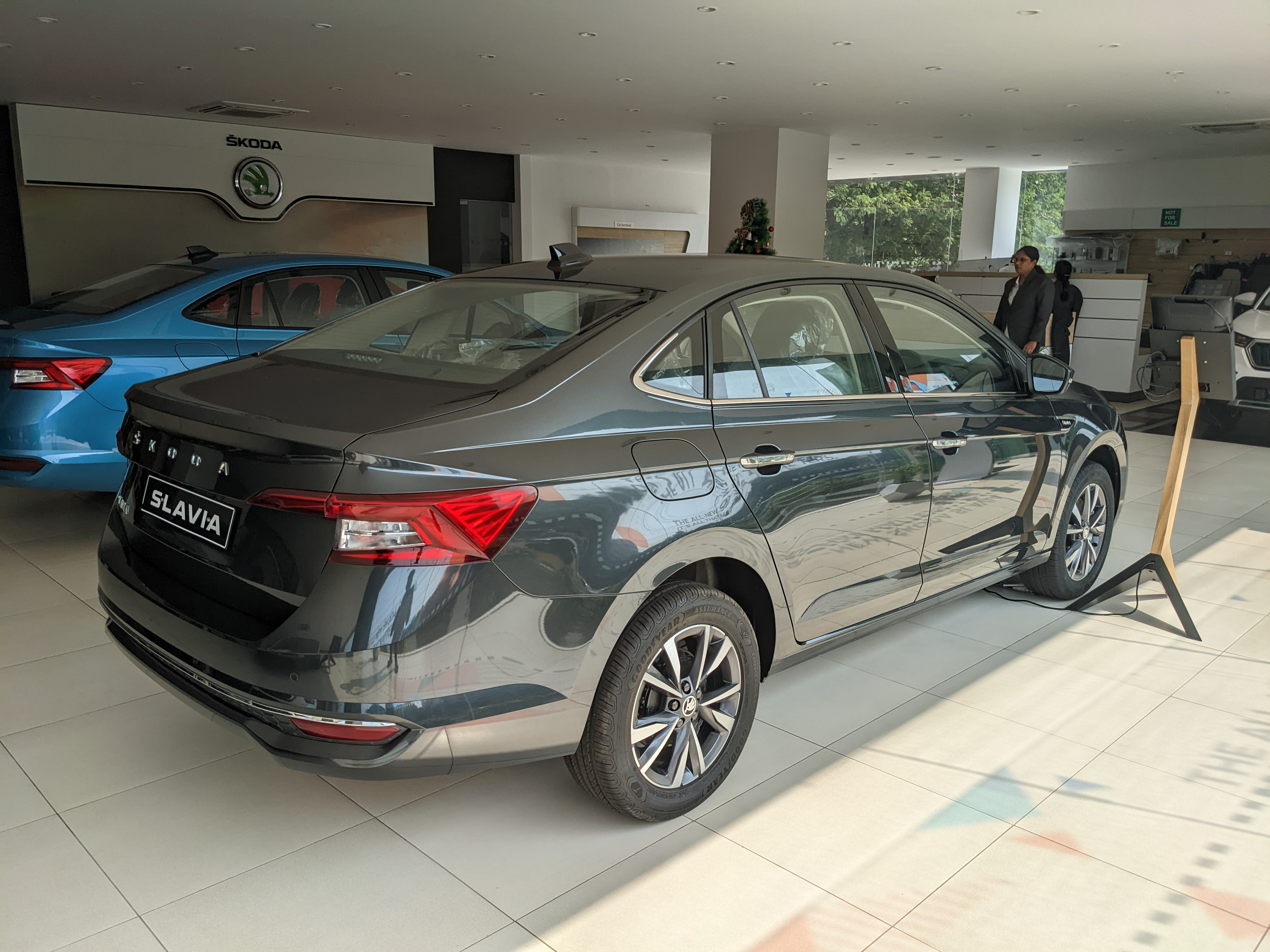
Heckansicht

Der Slavia ist eine Limousine von Škoda, die nur in Indien vermarktet wird. Das Pendant von Volkswagen ist der seit 2018 angebotene Virtus.

## Geschichte
Vorgestellt wurde die Limousine im November 2021. Im Februar 2022 kam die Baureihe, die in Chakan produziert wird, in den Handel. Unter dem Markennamen Slavia baute der heutige Automobilhersteller noch unter seiner ursprünglichen Firmierung Laurin & Klement ab Ende des 19. Jahrhunderts Fahrräder.

## Technik
Technisch basiert das fünfsitzige Fahrzeug wie das Sport Utility Vehicle Kushaq auf der MQB-A0-Plattform des Volkswagen-Konzerns. Im Innenraum soll die Limousine das Konzept der europäischen Škoda-Modelle aufgreifen. Zum Einsatz kommen unter anderem  Infotainmentsysteme mit bis zu 10 Zoll großen Displays. Gegen Aufpreis können die Halogenscheinwerfer durch LED-Leuchten ersetzt werden. Das Kofferraumvolumen der Limousine wird mit 521 Litern angegeben.

### Technische Daten
Angetrieben wird der Slavia wie der Kushaq entweder von einem 1,0-Liter-TSI-Motor mit drei Zylindern und 85 kW (115 PS) oder einem 1,5-Liter-TSI-Motor mit vier Zylindern und 110 kW (150 PS). Er hat serienmäßig ein Stopp-Start-System.
|                                            | 1.0 TSI                          | 1.5 TSI                            |
| ------------------------------------------ | -------------------------------- | ---------------------------------- |
| Bauzeitraum                                | seit 02/2022                     | seit 03/2022                       |
| Motorart                                   | Ottomotor                        | Ottomotor                          |
| Motortyp                                   | Reihenbauart, Direkteinspritzung | Reihenbauart, Direkteinspritzung   |
| Zylinder/Ventile                           | 3/12                             | 4/16                               |
| Hubraum                                    | 999 cm³                          | 1498 cm³                           |
| max. Leistung bei min−1                    | 85 kW (115 PS) / 5000–5500       | 110 kW (150 PS) / 5000–6000        |
| max. Drehmoment bei min−1                  | 178 Nm / 1750–4500               | 250 Nm / 1500–3500                 |
| Antriebsart                                | Vorderradantrieb                 | Vorderradantrieb                   |
| Getriebe, serienmäßig                      | 6-Gang-Schaltgetriebe            | 6-Gang-Schaltgetriebe              |
| Getriebe, wahlweise                        | (6-Stufen-Automatikgetriebe)     | (7-Stufen-Doppelkupplungsgetriebe) |
| Beschleunigung, 0–100 km/h                 | 10,7 s (11,7 s)                  | 8,8 s (8,8 s)                      |
| Höchstgeschwindigkeit                      | 190 km/h (190 km/h)              | 190 km/h (190 km/h)                |
| Kraftstoffverbrauch auf 100 km, kombiniert | k. A.                            | k. A.                              |
| Tankinhalt                                 | 45 l                             | 45 l                               |
| Abgasnorm                                  | BS6                              | BS6                                |